# Hermannia sandersonii
Hermannia sandersonii är en malvaväxtart som beskrevs av William Henry Harvey. Hermannia sandersonii ingår i släktet Hermannia och familjen malvaväxter. Inga underarter finns listade i Catalogue of Life.